# Das kunstseidene Mädchen
Das kunstseidene Mädchen is een Frans-Duits-Italiaanse dramafilm uit 1960 onder regie van Julien Duvivier.

## Verhaal
De Duitse typiste Doris Putzke is op zoek naar de ware liefde. Ze zoekt in haar relaties bovendien naar materiële welstand. Die korte relaties draaien echter allemaal uit op ontgoochelingen.

## Rolverdeling
| Acteur                 | Personage        |
| ---------------------- | ---------------- |
| Giulietta Masina       | Doris Putzke     |
| Gustav Knuth           | Arthur Grönland  |
| Gert Fröbe             | Dr. Kölling      |
| Agnes Fink             | Thérèse          |
| Alfred Balthoff        | Fred Wieland     |
| Axel Monjé             | Klingfeld        |
| Ralf Wolter            | Schlotter        |
| Harry Meyen            | Heinrich         |
| Christiane König       | Milena von Trapp |
| Robert Dietl           | Albert Scherer   |
| Christiane Maybach     | Tilly Scherer    |
| Friedrich Schoenfelder | Ranowsky         |
| Ingrid van Bergen      | Ulla             |
| Wolfgang Borchert      | Mijnheer Brenner |
| Hilde Volk             | Mevrouw Brenner  |